# ヨセフ・シュラル
ヨセフ・シュラル（Josef Šural、1990年5月30日 - 2019年4月29日）は、チェコ・南モラヴィア州フストペチェ出身の元プロサッカー選手。元チェコ代表。ポジションは、フォワード。

## 経歴

### クラブ
地元クラブでプレーを始め、1996年にFCズブロヨフカ・ブルノのアカデミーに入団。2008年9月のSKクラドノ戦でプロデビュー。
2011年6月、FCスロヴァン・リベレツに3年契約で移籍。
2016年1月、ACスパルタ・プラハに移籍し、2019年6月末までの契約を結んだ。

### 代表
U-16、U-17、U-18、U-19の年代別チェコ代表歴がある。
2013年11月、カナダとの親善試合でA代表初招集。オロモウツで行われた試合で、ヴァーツラフ・カドレツと交代して74分に出場した。 チェコはカナダを2-0で下した。次の出場試合は、2015年9月に開催されたカザフスタンとのUEFA EURO 2016予選で、この試合の結果本戦出場権獲得を達成した。
UEFA EURO 2016ではグループステージ全3試合に出場した。

### 突然の死
2019年4月29日、カイセリスポルとの試合後、シュラルのほかパピス・シセやスティーヴン・コーカーら7名を乗せたミニバスを借りて帰宅する最中にバスが横転する事故が発生。この事故で他6名が軽傷を負い、重体のシュラルはすぐさま緊急手術が行われたが、治療の甲斐なく、帰らぬ人となってしまった。28歳没。妻との間に2人の子供が生まれており、第二子は2か月前に生まれたばかりだった。

## 代表歴
- チェコ U-16
- チェコ U-17
- チェコ U-18
- チェコ U-19
- チェコ代表
  - UEFA EURO 2016

### ゴール
| #  | 開催日         | 会場                   | 対戦国   | スコア | 結果 | 大会               | Ref |
| -- | -------------- | ---------------------- | -------- | ------ | ---- | ------------------ | --- |
| 1. | 2015年10月13日 | アムステルダム・アレナ | オランダ | 2–0    | 3–2  | UEFA EURO 2016予選 |     |